# Jadiyé Saqafí
Khadijeh Saqafí (en persa: خدیجه ثقفی‎; apodada como Quds de Irán) (1913 – 21 de marzo de 2009) fue la esposa de Ruhollah Jomeini, líder de la Revolución iraní de 1979, y posteriormente Líder supremo del país.

## Primeros años
Saqafi fue la hija de Hajj Mirza Mohammad Saqafi Tehrani, un clérigo muy respetado. Mohammad Saqafi era el nieto de Agha Mirza Abolghassem Kalantar, alcalde de Teherán durante el mandato de la dinastía Kayar, a mediados del siglo XIX.

## Matrimonio y últimos años
Saqafi contrajo matrimonio con Ruhollah Jomeini en 1929, cuándo tenía solo 16 años. Durante su vida, ha dado luz a 7 hijos, de los cuales sólo 5 aun siguen con vida. Su hijo, Mostafa, falleció en Irak en 1977, mientras que su segundo hijo, Ahmad, falleció de un ataque cardíaco en 1995, cuando tenía 50 años.
Saqafi, quién en gran parte permaneció alejada del ojo público iraní, se le ha descrito como la principal partidaria de su esposo, ante su férrea oposición hacia el Shah de Irán. El expresidente de Irán Akbar Hashemí Rafsanjaní, la describió como la «seguidora más cercana y más paciente» hacia su marido.

## Muerte
Saqafi falleció el 21 de marzo de 2009, en Teherán tras combatir una larga enfermedad durante décadas. Miles de personas asistieron al funeral, incluyendo el Líder Supremo de Irán Ali Jamenei y el entonces Presidente Mahmoud Ahmadineyad. Saqafi fue sepultada al lado de su esposo en el Mausoleo del Ayatolá Jomeini en Behesht-e Zahra. Actualmente, siguen con vida sus tres hijas, Zahra, Sadiqeh, y Farideh.